# Yngve Härén
Yngve Olof Harald Härén, född 1 april 1906, död 7 juli 1976, var en svensk folkskollärare och musikpedagog.
Härén var folkskollärare i Nacka mellan 1932 och 1952 och blev musikkonsulent 1952. Han grundade Nacka musikskola, samt var dess rektor 1934–1971 och var konsulent vid Skolöverstyrelsens försöksverksamhet med enhetsskolan 1948–1958.
Den 15 november 1962 invaldes han som ledamot 703 av Kungliga Musikaliska Akademien.